# ウッド・バッファロー国立公園
ウッド･バッファロー国立公園（英語：Wood Buffalo National Park、略称：WBNP）は、カナダのアルバータ州北東部とノースウエスト準州の南部にまたがってある国立公園で、面積は44,807 km2とカナダ国内最大である。世界で最も規模の大きいシンリンバイソン（アメリカバイソンの亜種で北部のエリアに生息する）の群れが存在し、これを保護するために1922年に国立公園が設立された。現在、推計で5,000頭が生息している。
公園の標高はリトル・バッファロー川の海抜183 mからカリブー山脈の945 mまである。公園の本部はフォートスミスにあり、支部がフォートチペワイアンに置かれている。地勢的に重要な点として、ピース川とアサバスカ川、スレイブ川によってできた世界でも特に規模の大きい淡水の三角州が存在する。ノースウエスト準州側にあるカルスト地形の陥没穴もまた知られている。

## 保護
多種多様な野生動物が生息しており、ヘラジカやアメリカグマ、オオカミ、カナダオオヤマネコ、ヒグマ、カンジキウサギ、カナダヅル、シンリンバイソン、ライチョウ、ガーターヘビなどがいる。
野生の自然ではアメリカシロヅルの営巣地が唯一ある場所で、夏の生息域として知られる。ラムサール条約にも登録されており、数多くの湖や湿原、沼、ボグ、小川、池がある。また、東部のピース・アサバスカ・デルタ一帯もラムサール条約登録地である。

## 世界遺産
公園内には生物学的に多様性に富んだ世界最大の内陸三角州のピース・アサバスカ・デルタがあり、野生のシンリンバイソンも数多く生息することから、1983年にUNESCOの世界遺産に登録された。

### 登録基準
この世界遺産は世界遺産登録基準のうち、以下の条件を満たし、登録された（以下の基準は世界遺産センター公表の登録基準からの翻訳、引用である）。
- (7) ひときわすぐれた自然美及び美的な重要性をもつ最高の自然現象または地域を含むもの。
- (9) 陸上、淡水、沿岸および海洋生態系と動植物群集の進化と発達において進行しつつある重要な生態学的、生物学的プロセスを示す顕著な見本であるもの。
- (10) 生物多様性の本来的保全にとって、もっとも重要かつ意義深い自然生息地を含んでいるもの。これには科学上または保全上の観点から、すぐれて普遍的価値を持つ絶滅の恐れのある種の生息地などが含まれる。

## 交通
年間を通して、ハイウェイ5号線につながるマッケンジー・ハイウェイからフォートスミス（Fort Smith）に行き来することが可能である。飛行機の定期便もエドモントンからフォートスミスとフォートチペワイアンに運航している。冬はアイスロードを使うことでフォートマクマレーからフォートチペワイアンにアクセスが可能になる。